# Olympische Geschichte Rumäniens
Die olympische Geschichte Rumäniens beginnt mit der erstmaligen Teilnahme 1900 an den Olympischen Sommerspielen.

## Geschichte
Allerdings gab es bei den Olympischen Sommerspielen 1900 in Paris keine rumänische Mannschaft, sondern mit Gheorghe Plagino nur einen einzigen Teilnehmer, der in Paris lebte. An den nachfolgenden Spielen nahm Rumänien nicht teil. 1914 wurde dann das Nationale Olympische Komitee (NOK), das Comitetul Olimpic Român, gegründet. Wegen des Ersten Weltkriegs fielen die Olympischen Spiele 1916 aus, und auch an den ersten Spielen nach dem Krieg 1920 in Antwerpen nahm Rumänien noch nicht teil.
Die erste Teilnahme Rumäniens unter der Hoheit des NOKs war dann bei den Olympischen Sommerspielen 1924 in Paris. 1928 in St. Moritz war die erste Teilnahme an Winterspielen, damals mit zwei Bob-Mannschaften. Seitdem hat Rumänien an allen Spielen teilgenommen, mit Ausnahme der Sommerspiele von 1932 und 1948 und der Winterspiele von 1960. Auch an den Olympischen Sommerspielen 1984 in Los Angeles nahm Rumänien trotz des Boykotts der meisten kommunistischen Staaten Osteuropas und der Sowjetunion teil.
Die erste olympische Medaille gewann 1924 die Rugby-Mannschaft, die in Paris Dritte wurden. Vier Jahre später nahmen in Amsterdam zum ersten Mal Frauen teil. Die erste und bis heute einzige Medaille bei Winterspielen, gewann der rumänische Zweierbob mit Bronze 1968 in Grenoble. Der Kanute Aurel Vernescu im Sommer und die Biathletin Éva Tófalvi im Winter waren je dreimal Fahnenträger bei der Eröffnungsfeier.

## Übersicht der Teilnehmer

### Sommerspiele
| Jahr                | Fahnenträger          | Teilnehmer | Männer | Frauen | Sportarten |
| ------------------- | --------------------- | ---------- | ------ | ------ | ---------- |
| 1900 Paris          |                       | 1          | 1      |        | 1          |
| 1924 Paris          |                       | 35         | 35     |        | 4          |
| 1928 Amsterdam      |                       | 21         | 19     | 2      | 2          |
| 1936 Berlin         | Serban Manciulescu    | 54         | 52     | 2      | 9          |
| 1952 Helsinki       | Dumitru Paraschivescu | 114        | 103    | 11     | 15         |
| 1956 Melbourne      | Iosif Sîrbu           | 50         | 39     | 11     | 11         |
| 1960 Rom            | Alexandru Bizim       | 98         | 82     | 16     | 13         |
| 1964 Tokio          | Aurel Vernescu        | 138        | 108    | 30     | 13         |
| 1968 Mexiko-Stadt   | Aurel Vernescu        | 82         | 66     | 16     | 9          |
| 1972 München        | Aurel Vernescu        | 159        | 132    | 27     | 16         |
| 1976 Montreal       | Nicolae Martinescu    | 157        | 103    | 54     | 11         |
| 1980 Moskau         | Vasile Andrei         | 228        | 154    | 74     | 20         |
| 1984 Los Angeles    | Corneliu Ion          | 124        | 71     | 53     | 13         |
| 1988 Seoul          | Vasile Andrei         | 68         | 32     | 36     | 10         |
| 1992 Barcelona      | Costel Grasu          | 173        | 105    | 76     | 26         |
| 1996 Atlanta        | Iulică Ruican         | 165        | 98     | 67     | 18         |
| 2000 Sydney         | Elisabeta Lipă        | 145        | 71     | 74     | 16         |
| 2004 Athen          | Elisabeta Lipă        | 108        | 50     | 58     | 16         |
| 2008 Peking         | Valeria Beșe          | 101        | 40     | 61     | 16         |
| 2012 London         | Horia Tecău           | 105        | 55     | 50     | 15         |
| 2016 Rio de Janeiro | Cătălina Ponor        | 95         | 34     | 61     | 15         |

### Winterspiele
| Jahr                        | Fahnenträger                               | Teilnehmer | Männer | Frauen | Sportarten |
| --------------------------- | ------------------------------------------ | ---------- | ------ | ------ | ---------- |
| 1928 St. Moritz             |                                            | 10         | 10     |        | 1          |
| 1932 Lake Placid            |                                            | 4          | 4      |        | 1          |
| 1936 Garmisch-Partenkirchen |                                            | 15         | 15     | 1      | 5          |
| 1948 St. Moritz             |                                            | 7          | 7      |        | 1          |
| 1952 Oslo                   |                                            | 16         | 16     |        | 3          |
| 1956 Cortina d’Ampezzo      |                                            | 19         | 13     | 6      | 4          |
| 1964 Innsbruck              | Ion Panțuru                                | 27         | 27     |        | 4          |
| 1968 Grenoble               | Beatrice Huștiu                            | 30         | 29     | 1      | 5          |
| 1972 Sapporo                | Ion Panțuru                                | 13         | 13     |        | 4          |
| 1976 Innsbruck              | Gheorghe Gârniță                           | 32         | 32     |        | 4          |
| 1980 Lake Placid            | Gheorghe Lixandru                          | 35         | 32     | 2      | 4          |
| 1984 Sarajewo               | Dorel Cristudor                            | 19         | 16     | 3      | 6          |
| 1988 Calgary                | Dorin Degan                                | 11         | 5      | 6      | 4          |
| 1992 Albertville            | Ioan Apostol                               | 23         | 14     | 9      | 8          |
| 1994 Lillehammer            | Ioan Apostol                               | 23         | 13     | 10     | 7          |
| 1998 Nagano                 | Mihaela Dascălu                            | 16         | 12     | 4      | 6          |
| 2002 Salt Lake City         | Éva Tófalvi                                | 21         | 11     | 10     | 8          |
| 2006 Turin                  | Gheorghe Chiper                            | 25         | 16     | 9      | 8          |
| 2010 Vancouver              | Éva Tófalvi                                | 28         | 14     | 14     | 9          |
| 2014 Sotschi                | Éva Tófalvi                                | 22         | 15     | 7      | 8          |
| 2018 Pyeongchang            | Marius Ungureanu                           | 28         | 19     | 9      | 8          |
| 2022 Peking                 | Raluca Strămăturaru Paul Constantin Pepene | 21         | 13     | 8      | 7          |

### Erfolgreichste Teilnehmer
Die erfolgreichste Olympiateilnehmerin ist die Turnerin Nadia Comăneci. Sie erhielt auch als erste Turnerin der Geschichte bei den Olympischen Spielen 1976 die perfekte Note 10,0.
| Athlet            | Sportart | Teilnahme | Gold | Silber | Bronze | Gesamt |
| ----------------- | -------- | --------- | ---- | ------ | ------ | ------ |
| Nadia Comăneci    | Turnen   | 1976–1980 | 5    | 3      | 1      | 9      |
| Elisabeta Lipă    | Rudern   | 1984–2004 | 5    | 2      | 1      | 8      |
| Georgeta Damian   | Rudern   | 2000–2008 | 5    | 0      | 1      | 6      |
| Ivan Patzaichin   | Kanu     | 1968–1984 | 4    | 3      | 0      | 7      |
| Doina Ignat       | Rudern   | 1992–2008 | 4    | 1      | 1      | 6      |
| Ecaterina Szabó   | Turnen   | 1984      | 4    | 1      | 0      | 5      |
| Viorica Susanu    | Rudern   | 2000–2008 | 4    | 0      | 1      | 5      |
| Daniela Silivaș   | Turnen   | 1988      | 3    | 2      | 1      | 6      |
| Simona Amânar     | Turnen   | 1996–2000 | 3    | 1      | 3      | 7      |
| Constanța Burcică | Rudern   | 1992–2008 | 3    | 1      | 1      | 5      |
| Elena Georgescu   | Rudern   | 1992–2008 | 3    | 1      | 1      | 5      |
| Cătălina Ponor    | Turnen   | 2004–2016 | 3    | 1      | 1      | 5      |
| Liliana Gafencu   | Rudern   | 1996–2004 | 3    | 0      | 0      | 3      |

Für eine Auflistung aller Medaillengewinner und des Medaillenspiegels siehe Liste der olympischen Medaillengewinner aus Rumänien.